# NK Sloga Samatovci
NK Sloga je bivši nogometni klub iz Samatovaca, naselja u sastavu općine Bizovca, a nedaleko od Valpova u Osječko-baranjskoj županiji.
NK Sloga je bila član Nogometnog središta Valpovo te Županijskog nogometnog saveza Osječko-baranjske županije.

## Povijest
Klub je osnovan 1958. godine. Do sredine sezone 2016./17. se natjecao u 3. ŽNL NS Valpovo, kada zbog loše financijske situacije odustaje od daljeg natjecanja. Nakon toga, dolaskom nove uprave dolazi 2017. do osnivanja novog kluba, NK Sloga 1958 Samatovci.

## Vanjske poveznice
- Službene stranice Općine Bizovac